# Hugo Adolph Steinheil

Linsenschema eines Aplanaten

Hugo Adolph von Steinheil (* 12. April 1832 in München; † 4. November 1893 ebenda) war ein deutscher Optiker und Unternehmer.

## Herkunft
Seine Eltern waren Carl August von Steinheil (1801–1870) und dessen Ehefrau Magaretha Amalie geb. Steinheil.

## Leben
Schon früh interessierte sich Hugo Adolph Steinheil, wie sein Vater, für Optik und Astronomie. Nach Studium in München und Augsburg begleitete Hugo diesen 1850/51 nach Österreich und in die Schweiz. 1852 kehrte er nach München zurück, wo er sich vollständig der Optik widmete.
Hugo Steinheil unterstützte seinen Vater in den folgenden Jahren tatkräftig bei Gründung und Ausbau der Firma „Optisch-astronomischen Anstalt C. A. Steinheil“, die ab 1855 als „Optisch-astronomischen Anstalt C.A. Steinheil & Söhne“ firmierte. Im Jahr 1862 übernahm er – teilweise zusammen mit seinem Bruder, Eduard Steinheil (1830–1878) – die Leitung der Firma. 1866 kaufte er seinem Vater dessen Unternehmensanteile ab.

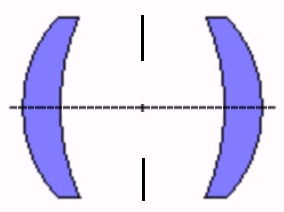
Linsenschema Periskop

Ein wichtiges Gebiet der Entwicklungen unter Hugo Adolphs Steinheils Leitung waren Kameraobjektive. Er profitierte dabei von der Zusammenarbeit mit seinem Freund, dem Physiker Philipp Ludwig von Seidel. Aus dieser Zusammenarbeit entsteht Anfang/Mitte der 1860er Jahre das Periskop, das erste symmetrische Kameraobjektiv. Etwas später folgt die Erfindung des Aplanaten mit einer Lichtstärke von 1:7 (1866). Über die Priorität bei der Erfindung des Aplanaten kam es damals zum Streit mit dem deutsch-englischen Optiker und John Henry Dallmeyer. Dallmeyer hatte im gleichen Jahr – wie sich dann herausstellte unabhängig, aber wenige Wochen später – das sehr ähnliche „Rapid Rectilinear“ erfunden. 1871 folgt als weitere Entwicklung der Weitwinkel-Aplanat, das erste photographische Objektiv zum Kopieren von Bildern. Als Vorläufer der späteren Anastigmaten kommt 1881 der Antiplanat hinzu. 1887 wurde er Mitglied der Leopoldina. Seit 1888 war er außerordentliches Mitglied der Bayerischen Akademie der Wissenschaften.
Um 1890 übernimmt Rudolf Steinheil (1865–1930), Sohn von Hugo Adolph, die Leitung des Unternehmens. Im Jahr 1891, zwei Jahre vor seinem Tod, gelingt es Hugo Adolph noch zusammen mit Ernst Voit ein Buch zur Optik-Konstruktion zu veröffentlichten. Seit 1960 trägt der Steinheil Point seinen Namen, eine Landspitze an der Danco-Küste des Grahamlands auf der Antarktischen Halbinsel.

## Familie
Adolph Steinheil heiratete am 25. September 1858 in München „in der protestantischen Pfarrei“ Ida Erdinger (1840–1919), die Tochter eines Oberpostdirektors.